# Agnes Syme

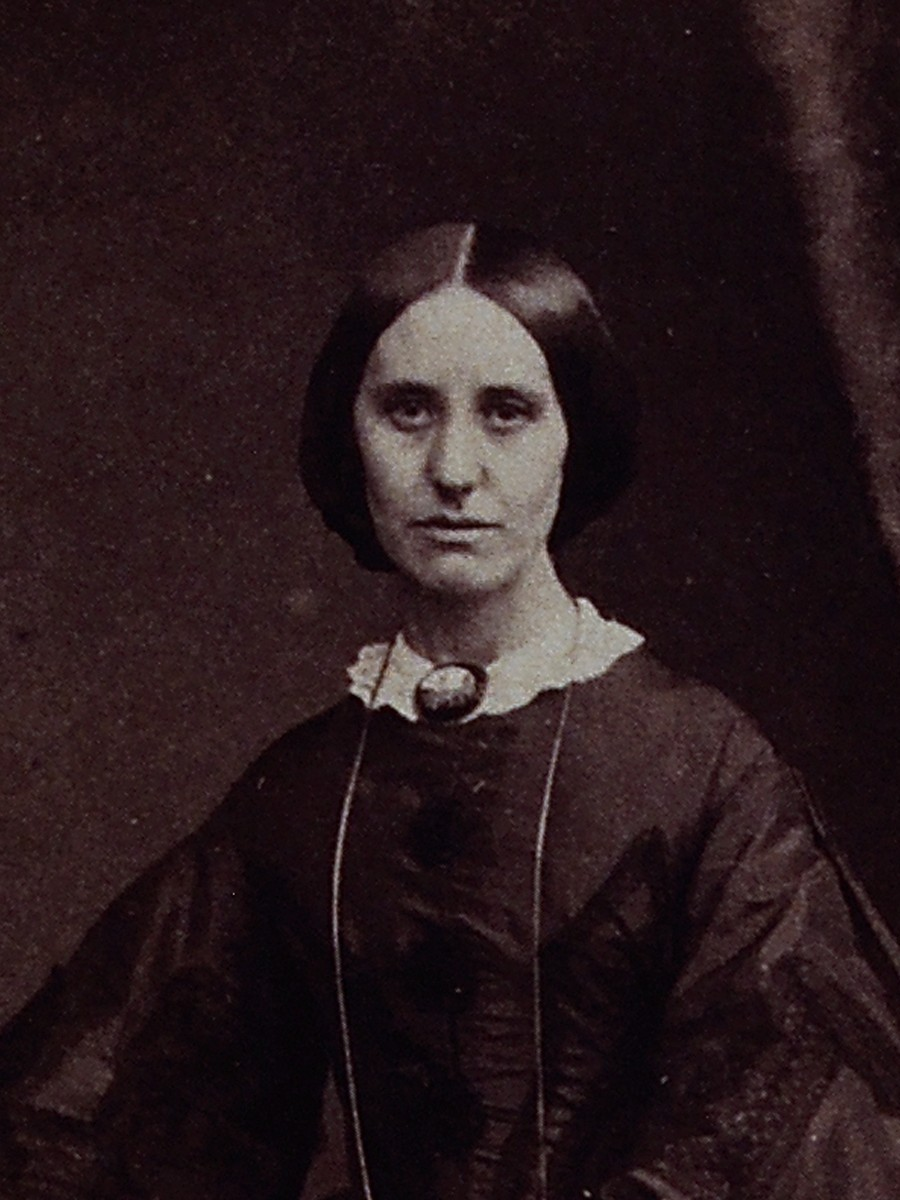
Agnes Lister

Agnes Syme Lister (* 23. November 1834 in Edinburgh, Vereinigtes Königreich; † 12. April 1893, Rapallo, Italien) war eine britische Botanikerin. Sie war verheiratet mit dem Chirurgen Joseph Lister, 1. Baron Lister, mit dem sie an vielen seiner Experimente zusammen arbeitete.

## Leben und Werk

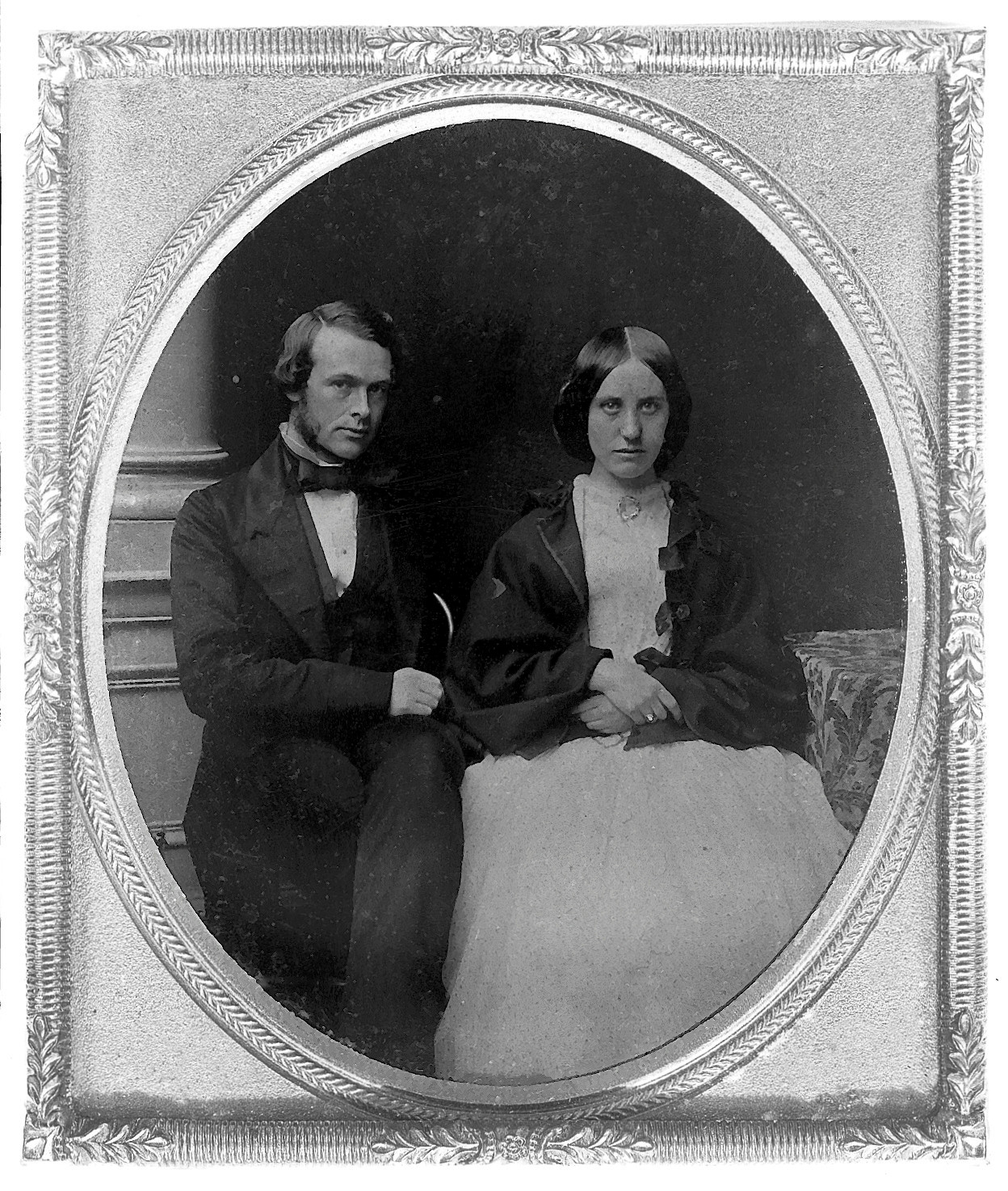
Agnes Lister und ihr Ehemann Joseph Lister

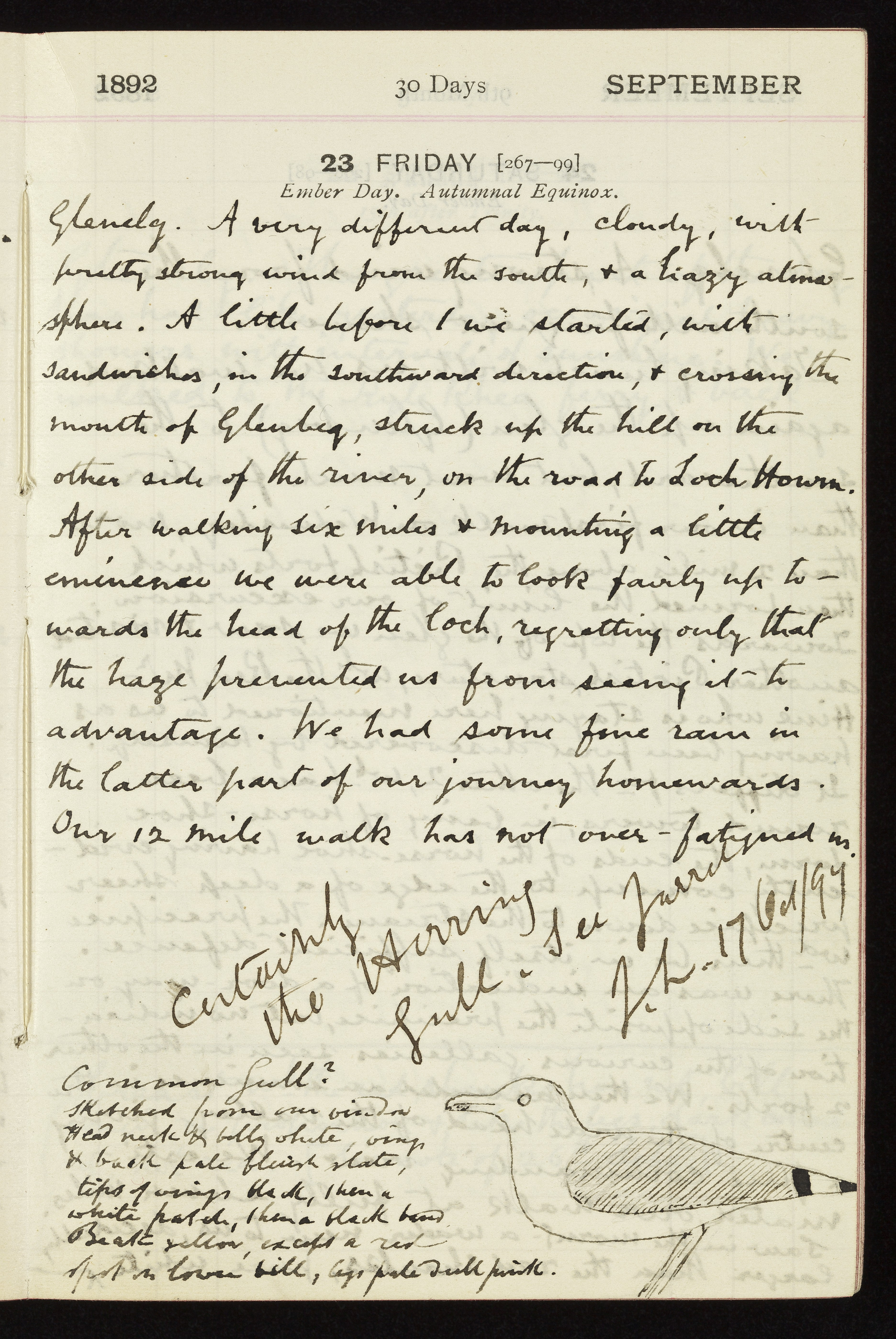
Eintrag für Freitag, 23. September 1892 im Urlaubstagebuch eines Besuchs in Wiesbaden und einer Schottlandreise von Agnes Lister

Syme war eines von drei überlebenden Kindern der zehn Kinder des Chirurgen James Syme und seiner ersten Ehefrau Anne Willis. 1841 starb ihre Mutter. 1853 kam ihr späterer Ehemann Joseph Lister nach seinem Bachelor-Abschluss an der Universität London und seiner Erholung von einer Folgeerkrankung in Irland mit einem Empfehlungsschreiben zu ihrem Vater. Er wurde Assistent ihres Vaters und trat 1869 dessen Nachfolge an.
Am 23. April 1856 heiratete sie Lister im Salon von Millbank im Haus ihrer Familie in Morningside. Wegen seiner Heirat mit einer Nicht-Quäkerin musste ihr Ehemann die Society of Friends verlassen und trat in die Scottish Episcopal Church ein. Ihr Ehemann war in seiner Karriere besonders von ihrem Vater gefördert worden und war oft mit ihr in Millbank anzutreffen. Syme sprach perfekt Französisch und interessierte sich für medizinische Forschung. Nach ihrem Tod hieß es von ihr, sie habe ihren Ehemann zeitlebens unermüdlich bei seinen Forschungen und Experimenten unterstützt. Auf einer dreimonatigen Europareise besuchte sie mit ihrem Ehemann die berühmtesten medizinischen Fakultäten und beide verbesserten damit ihre Deutsch- und Italienischkenntnisse.
Während einer Reise in die österreichisch-ungarische Monarchie sammelte sie mit ihrem Mann Pflanzen, die sie in 53 Herbariumsblättern anlegte. Die meisten Exemplare wurden während einer Reise im Jahr 1883 gesammelt. Jedes Blatt wurde mit seinem lateinischen Namen beschriftet, entsprechend den im 18. Jahrhundert unter Botanikern üblichen Kategorien. Die Beschriftungen sind sowohl in der Handschrift von ihr als auch von ihrem Ehemann verfasst. Botanik war im 19. Jahrhundert eine der wenigen Wissenschaften, die für Frauen als geeignet angesehen waren.
1893 starb Syme im Alter von 58 Jahren während ihres Frühlingsurlaubs im italienischen Rapallo nach 4 Tagen an einer akuten Lungenentzündung. Sie wurde auf dem Hampstead Cemetery in London begraben.